# Undo (singolo)
Undo è un brano musicale della cantante svedese Sanna Nielsen.

## Il brano
La canzone è stata scritta da Fredrik Kempe, David Kreuger e Hamed "K-One" Pirouzpanah. È stata eseguita per la prima volta l'8 febbraio 2014 durante la seconda semifinale del Melodifestivalen.
Il singolo è uscito il 23 febbraio 2014 come parte dell'EP omonimo.
L'8 marzo 2014 la canzone ha vinto il Medodifestivalen 2014, guadagnandosi il diritto di rappresentare la Svezia all'Eurovision Song Contest 2014 tenutosi nel mese di maggio.
Nella finale della kermesse europea svoltasi a Copenaghen, la canzone si è classificata al terzo posto finale.

## Tracce
1. Undo – 3:07
2. Rainbow – 3:59
3. Ready – 3:50
4. You First Loved Me – 3:36